# Gemechaniseerd geschut

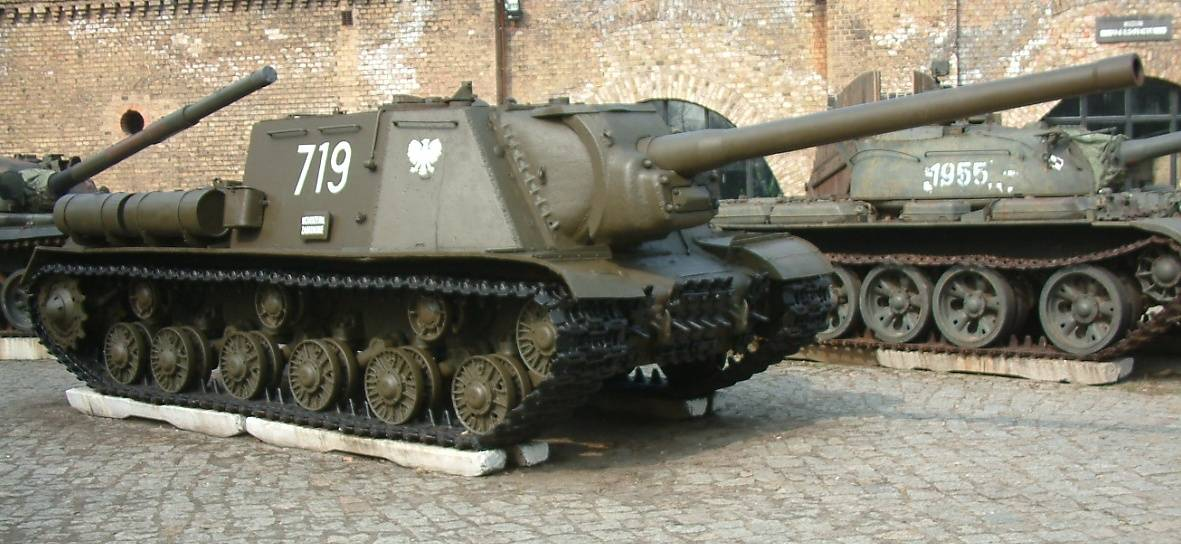
De ISU-122 is een typisch voorbeeld van een gemechaniseerd geschut

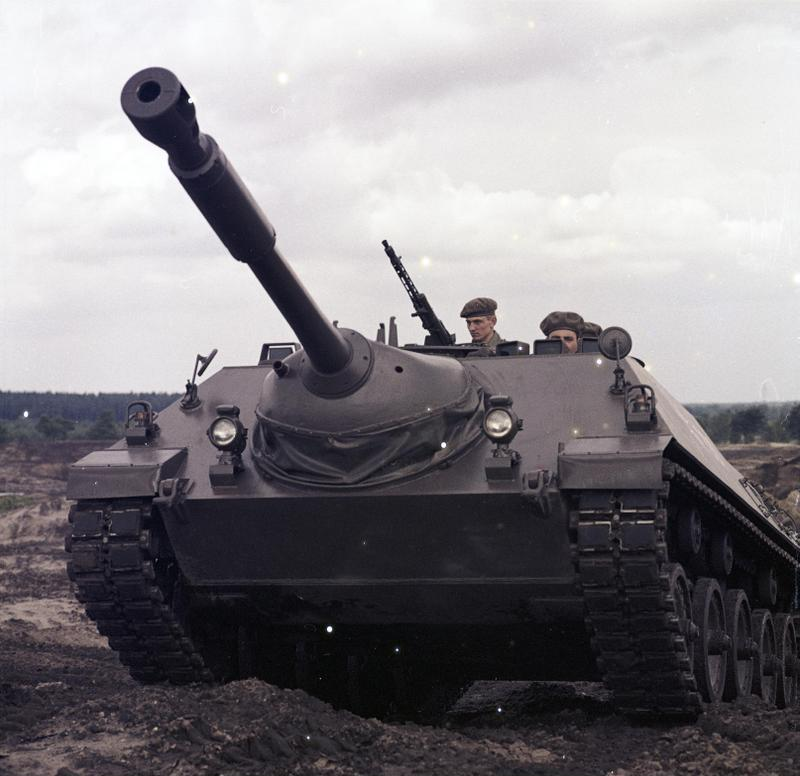
Kanonenjagdpanzer

Een gemechaniseerd geschut is een rupsvoertuig zonder koepel dat voorzien is van een stuk vlakbaangeschut (kanon). Het moet dus onderscheiden worden van zowel de tank, die een 360° draaibare koepel bezit die voorzien is van een kanon, als de gemechaniseerde artillerie, die voorzien is van krombaangeschut (houwitser).
De eerste tanks uit de Eerste Wereldoorlog - zoals de Mark I, de Schneider, de St Chamond en de A7V - worden, hoewel ze volmaakt aan bovenstaande definitie voldoen, gemeenlijk géén "gemechaniseerd geschut" genoemd en hetzelfde geldt voor de Zweedse Sv 103 uit de jaren zestig. De term duidt dus meer bepaald een tactische functie aan die alleen kan bestaan binnen een specifieke historische context: dat er gelijktijdig duurdere echte tanks met koepel operationeel zijn, waar het gemechaniseerd geschut dan een goedkoop alternatief voor biedt door zo'n koepel weg te laten.
Deze situatie deed zich voor het eerst voor in de Tweede Wereldoorlog, toen door de wedloop tussen bewapening en pantser tanks snel verouderd raakten. Het chassis van de "oudjes" werd dan bruikbaar gehouden door de te klein geworden koepel te verwijderen en een sterker antitankkanon in een opbouw op de romp te plaatsen. Zo kon men het chassis ook in productie houden. Deze methode was vooral populair bij Duitsland dat zich bij de productie van tanks geconfronteerd zag met een grote kwalitatieve en kwantitatieve achterstand ten opzichte van de Sovjet-Unie. Duitse tankchassis' werden aldus gebruikt als Panzerjäger (zonder gesloten opbouw), Jagdpanzer (mét gesloten dak) of Sturmgeschütz (voertuigen voor directe vuurondersteuning die desalniettemin, in navolging van het Franse gebruik, bij de artillerie waren ingedeeld). Toen de Duitsers in 1943 een nieuwe generatie van zwaardere tanks inzetten, zoals de Panther, gingen ook de Sovjets op grotere schaal over op gebruik van gemechaniseerd geschut, zoals de SU-85 en de SU-100, om de nieuwe Duitse tanks zo snel mogelijk het hoofd te kunnen bieden. De Sovjets bouwden ook een aantal gemechaniseerde kanonnen die gespecialiseerd waren op het afschieten van brisantgranaten tegen vijandelijke stellingen, zoals de SU-122, SU-152, ISU-122 en ISU-152 - dit was ook de oorspronkelijke functie van het Duitse Sturmgeschütz, maar net als de Sovjets gebruikten de Duitsers zulke voertuigen noodgedwongen vaak tegen vijandelijke tanks. De westelijke geallieerden daarentegen bouwden nauwelijks Self-propelled Guns van enige soort, hoewel daar wel alle reden toe was, want ze hadden een grote achterstand in de tankontwikkeling.
Na de oorlog investeerden alle mogendheden voldoende geld om alleen echte tanks aan te schaffen. Het gemechaniseerd geschut verdween dus in rap tempo uit de verschillende legerorganisaties. De enige belangrijke uitzondering hierop vormde de Kanonenjagdpanzer die door Duitsland gebouwd en ook door België aangeschaft werd: een licht gemechaniseerd geschut dat als tankjager bij de infanterie ingedeeld was.
De moderne projecten met koepelloze rupsvoertuigen die bedoeld zijn als gelijkwaardige vervanging van Main Battle Tanks, worden zelf ook "tank" genoemd - zij zijn immers geen goedkoop alternatief. Tot nu werd daarvan alleen de Zweedse Stridsvagn 103 in productie genomen. Natuurlijk is de definitie nooit helemaal sluitend te krijgen.